# Internet Society
Internet Society (ISOC) es una organización no gubernamental y sin ánimo de lucro,es la única organización dedicada exclusivamente al desarrollo mundial de Internet y con la tarea específica de concentrar sus esfuerzos y acciones en asuntos particulares sobre Internet. Fundada en 1992 por una gran parte de los "arquitectos" pioneros encargados de su diseño, ISOC tiene como objetivo principal ser un centro de cooperación y coordinación global para el desarrollo de protocolos y estándares compatibles.
Tanto las cuotas de sus socios como las contribuciones económicas de particulares, organizaciones y empresas son completamente deducibles de impuestos en Estados Unidos, según la norma del IRC 501c, así como en algunos otros países.

## Estándares
La Internet Society es la organización que provee la infraestructura corporativa, así como el financiamiento, apoyo jurídico y fiscal de la Internet Engineering Task Force (IETF). Anualmente ISOC aporta a la IETF alrededor de un millón de dólares para la elaboración de los Requests for Comments (RFC editor), considerados los estándares de Internet que se determinan mediante equipos de trabajo que operan de manera abierta y democrática para asegurar la evolución transparente de Internet. La IETF ofrece una vasta variedad de publicaciones que incluyen una serie de resúmenes diarios y semanales sobre temas actuales y desarrollos de los estándares propuestos, protocolos y tópicos relacionados. Están disponibles en  "The Internet Report" , sitio que diariamente se actualiza de acuerdo con el proceso de publicación de IETF.
ISOC ha constituido también las siguientes asociaciones: Internet Architecture Board (IAB), Internet Engineering Steering Group (IESG) e Internet Assigned Numbers Authority (IANA). Estas agrupaciones desempeñan un papel importante en la estructura global de Internet.

## Publicaciones
Internet Society tiene una posición única como el centro de una red de expertos a nivel mundial en las tecnologías y las políticas de Internet. Esta visión se brinda a través de una serie de informes, revistas y boletines de noticias, que pueden consultarse de forma totalmente gratuita.

## Educación y capacitación
ISOC apoya la expansión global de Internet y promueve su uso generalizado; realiza numerosas iniciativas educativas como talleres regionales de capacitación en Internet, talleres de capacitación en redes y la organización de dos conferencias anuales: INET y NDSS.
ISOC ha capacitado en el diseño, operación, mantenimiento y administración de redes IP a más de 1,500 profesionales. Recientemente, amplió sus programas académicos para incluir asuntos importantes relacionados con el ámbito político. Sus graduados han desempeñado un papel de vital importancia en la conexión a Internet y en el desarrollo de redes en la mayor parte de los países en vías de desarrollo.
Además, ISOC ha implementado el programa Líderes de la Pŕoxima Generación, que busca formar a profesionales para hacer frente a los debates sobre el desarrollo de Internet en los campos de tecnología, negocios, políticas públicas y educación. El programa está dirigido a miembros entre 20 y 40 años de edad y se encuentra formado por cuatro componentes: un programa de educación a distancia y tres programas de becas. Las becas son otorgadas por separado para asistir a las reuniones del Foro para la Gobernanza de Internet, de la IETF y del Foro de Prospectiva Tecnológica de la OCDE.

## Políticas públicas
La ausencia natural de fronteras nacionales en Internet requiere de una perspectiva global para el desarrollo de políticas públicas. Internet constituye un medio excepcional, debido a que toda información que se publica en la red, instantáneamente es accesible en todo el mundo, desde cualquier parte y su impacto se percibe globalmente.
A través de sus miembros individuales e institucionales, así como de los capítulos ubicados en 160 países, ISOC mantiene una posición de liderazgo que le permite cumplir con uno de sus principales objetivos: asesorar a gobiernos, empresas privadas, asociaciones civiles y particulares sobre los diversos impactos de Internet en la sociedad, sean éstos en los ámbitos políticos, económicos, sociales o éticos.
De manera democrática y con la aprobación de sus miembros, ISOC desarrolla, propone y promueve posturas y tendencias relacionadas con asuntos de especial interés para la comunidad global de Internet como son la privacidad, seguridad, internacionalización de nombres de dominio o la implementación de IPv6. También en áreas como impuestos, gobernabilidad, marginación digital, propiedad intelectual y derechos de autor.
La naturaleza descentralizada de Internet hace necesario que existan órganos de coordinación que administren los recursos comunes y marquen la dirección que ha de seguir la red para hacer frente a los retos impuestos por su crecimiento y la constante evolución tecnológica.
A continuación se detallan los órganos a través de los cuales ejerce sus funciones:
- IAB – Internet Architecture Board – Supervisión y aprobación de normas.
- IETF – Internet Engineering Task Force – Especificación de estándares técnicos.
- IESG – Internet Engineering Steering Group – Coordinación.
- IANA – Internet Assigned Number Authority – Asignación de recursos.

IANA tiene la responsabilidad de la asignación de recursos comunes, por otra parte también escasos, que sin una administración cuidadosa conducirían al caos y al colapso de la red. Entre ellos destacan:
- Asignación y registro de direcciones IP.
- Asignación y registro de nombres de dominio.
- Gestión y operación del DNS.